# Jaroslav Křivánek
Jaroslav Křivánek (11. prosince 1976 Most – 1. prosince 2019) byl český informatik a počítačový grafik.
Působil na Matematicko-fyzikální fakultě UK, na Univerzitě střední Floridy a Cornellově univerzitě v USA. Ve svém výzkumu se zabýval především Monte Carlo metodami simulace transportu světla a jejich aplikacemi v realistickém zobrazování a 3D tisku.